# Peachtree Road
Peachtree Road é o vigésimo oitavo álbum de estúdio do cantor e compositor Elton John, lançado em 9 de novembro de 2004. O nome é uma homenagem à notória Peachtree Road, em Atlanta, onde o cantor possui uma residência. É o único álbum de toda sua carreira em que Elton John é creditado como produtor exclusivo. O álbum foi lançado em um evento no The Tabernacle de Atlanta. 
Apesar de sua críticas positivas, Peachtree Road registrou vendas mais baixas em comparação aos demais álbuns do artista na década de 2000. Atingiu a 17ª posição logo após o lançamento oficial, e chegou à 21ª posição no Reino Unido, tornando-se um dos poucos álbuns de John a não alcançar o Top 10 britânico. 
A arte da capa é uma fotografia de um cruzamento ferroviário em Douglasville, um subúrbio de Atlanta, de autoria do fotógrafo britânico Sam Taylor-Wood. Wood teria produzido inúmeras fotografias de uma viagem pelo Sul dos Estados Unidos, incluindo cidades como Unadilla e Forsyth na Geórgia. Coube ao próprio Elton John a seleção final.

## Faixas
1. "Weight of the World" – 3:58
2. "Porch Swing in Tupelo" – 4:38
3. "Answer in the Sky" – 5:58
4. "Turn the Lights Out When You Leave" – 5:02
5. "My Elusive Drug" – 4:57
6. "They Call Her the Cat" – 4:27
7. "Freaks in Love" – 4:21
8. "All That I'm Allowed (I'm Thankful)" – 5:20
9. "I Stop and I Breathe" – 3:39
10. "Too Many Tears" – 3:19
11. "It's Getting Dark in Here" – 3:56
12. "I Can't Keep This from You" – 3:54